# Yuri da Cunha
Yuri da Cunha (Sumbe, 13 settembre 1980) è un cantante angolano.

## Biografia
Ha scoperto facilmente la passione per la musica in quanto figlio del chitarrista Henrique da Cunha.
Il suo debutto vero e proprio è avvenuto nel 1999 con l'album É tudo amor che ha vinto il premio portoghese Radio Television (RTP) per il miglior videoclip e la miglior musica dell'anno dei Paesi africani di lingua portoghese (PALOP).
Il singolo Makumba, uscito nel 2004 e inserito poi nel suo secondo album Eu - pubblicato l'anno successivo - è stato premiato come canzone dell'anno in Angola. Eu, album ben strutturato contenente tredici canzoni con testi in kimbundundo e in portoghese, ha registrato vendite significative, grazie anche al fortunato tour del cantante.
Nel 2009 è uscito il suo terzo album, Kuma Kwa Kie, composto anche questo da tredici tracce e registrato in Angola, Francia e Portogallo. In questo disco Yuri ha collaborato con artisti come Carlitos Chiemba, Lito Graça, Quintino, Heavy C, Hélio Cruz e Pitchou.
Nel 2010 Eros Ramazzotti ha voluto con sé da Cunha in tour.

## Vita privata
Si è sposato due volte e ha due figlie, nate entrambe dal primo matrimonio. Ha spesso professato la sua ammirazione per Nelson Mandela e Michael Jackson. Vive in Portogallo.

## Discografia
- 1999 - É tudo amor
- 2005 - Eu
- 2009 - Kuma Kwa Kié
- 2014 - Canta Artur Nunes
- 2017 - O intérprete
- 2022 - No Tempo das Bessanganas